# Otroci s Petrička
Otroci s Petrička je slovenski črno-beli dokumentarni film iz leta 2007 v režiji in po scenariju Mirana Zupaniča. Prikazuje usodo otrok, ki so bili zaprti v taborišču Teharje, junija 1945 so jih ločili od staršev in namestili v mladinsko taborišče Petriček. Na Festivalu slovenskega filma je dobil vesno na najboljši slovenski film.